# 東京教学社
東京教学社（とうきょうきょうがくしゃ）は、日本の出版社。

## 概要
1955年に設立され、大学・専門学校向けのテキストや自然科学関連の書籍を発刊している。
- 東京都文京区小石川3-10-5[1]
- 代表者 鳥飼正樹